# ISS-Expeditie 44
ISS-Expeditie 44 is de vierenveertigste missie naar het Internationaal ruimtestation ISS. De missie begon op 11 juni 2015 met het vertrekken van het Sojoez TMA-15M-ruimtevaartuig vanaf het ISS met drie bemanningsleden van ISS-Expeditie 43 aan boord. Er werd één ruimtewandeling uitgevoerd door de bemanning met een duur van 5 uur en 31 minuten. 

## Bemanning
| Bevelhebber       | Gennady Padalka, RSA 5e ruimtevlucht    | Gennady Padalka, RSA 5e ruimtevlucht    |                                         |                                         |
| Flight Engineer 1 | Michail Kornijenko, RSA 2e ruimtevlucht | Michail Kornijenko, RSA 2e ruimtevlucht |                                         |                                         |
| Flight Engineer 2 | Scott Kelly, NASA 4e ruimtevlucht       | Scott Kelly, NASA 4e ruimtevlucht       |                                         |                                         |
| Flight Engineer 3 |                                         | Oleg Kononenko, RSA 3e ruimtevlucht     | Oleg Kononenko, RSA 3e ruimtevlucht     | Oleg Kononenko, RSA 3e ruimtevlucht     |
| Flight Engineer 4 |                                         | Kimiya Yui, JAXA 1e ruimtevlucht        | Kimiya Yui, JAXA 1e ruimtevlucht        | Kimiya Yui, JAXA 1e ruimtevlucht        |
| Flight Engineer 5 |                                         | Kjell N. Lindgren, NASA 1e ruimtevlucht | Kjell N. Lindgren, NASA 1e ruimtevlucht | Kjell N. Lindgren, NASA 1e ruimtevlucht |